# Житомирський маслозавод
Акціонерне товариство «Рудь», що спеціалізується на виробництві морозива, вершкового масла, інших молочних продуктів, заморожених овочів, картоплі фрі, грибів, ягід та тіста. Засноване в 1981 році.

## Історія
До 1976 на території сучасного АТ «Рудь» знаходився Житомирський м'ясокомбінат. З 1976 розпочалась комплексна реконструкція приміщень.
З 1981 поетапно введені в дію цехи по виробництву тваринного масла, сухого знежиреного молока, морозива.
У 1996 шляхом приватизації перетворився в ПАТ «Житомирський маслозавод».
З 1 квітня 1998 ПАТ «Житомирський маслозавод» почав виробляти продукцію під торговою маркою «Рудь». На загальних зборах трудового колективу розглядалося більше 60 варіантів назв торгової марки.
З середини 1990-х компанія виходить на національний рівень, а згодом налагоджує схему постачання своєї продукції і в європейські країни, Ізраїль, Японію та США.
З 17 грудня 2018 ПАТ «Житомирський маслозавод» змінив форму власності на акціонерне товариство (АТ «Житомирський маслозавод»).
З 10 лютого 2025 року Загальними зборами акціонерів АТ «Житомирський маслозавод» прийнято рішення про перейменування підприємства в Акціонерне товариство «РУДЬ». 

## Керівництво
Президент компанії — Рудь Петро Володимирович.

## Асортимент продукції
В асортименті продукції компанії «Рудь»: морозиво, вершкове масло, спред солодковершковий, молочні продукти (молоко, кефір, ряжанка, сметана, сироватка, йогурт), сирки глазуровані, заморожені овочі, ягоди, тісто.

## Додаткові проекти

### Свято Морозива
Починаючи з 2006 року, компанія «Рудь» щороку влітку проводить масштабний захід по всій країні під назвою Свято Морозива № 1 в Україні. Його мета — подарувати радість кожній родині і дати можливість гарно провести час. Свято має свою програму активностей, грошову одиницю (рудики), постійними учасниками заходу є дитячі персонажі: слоник Пустунчик, Корівка Маняша, Зая, Нямочки, Ріжки, клоуни.
Щороку на Святі Морозива збираються тисячі шанувальників морозива «Рудь», які заздалегідь готуються до свята, збираючи обгортки від морозива. На самому ж заході їх обмінюють на рудики. Лише ці оригінальні гроші дають можливість відвідувати різноманітні атракціони, купувати сувеніри, фотографуватися з дитячими персонажами.
Свято Морозива має свій сайт svyato.rud.ua, на якому розміщуються анонси заходів, програми свят, фотогалерея. На сайті постійно проводяться різноманітні сімейні конкурси.

### Національний дитячий портал Пустунчика
Проєкт компанії «Рудь», який орієнтований на дитячу аудиторію. На дитячому порталі Пустунчика pustunchik.ua є багато цікавої та корисної інформації для дітей. Сайт має сім розділів, кожен з яких містить унікальну, корисну та цікаву інформацію.
«Новини та акції» — це актуальні новини, свіжі конкурси та фотогалерея Свята Морозива.
«Про Пустунчика» — тут дитина знайомиться з господарем сайту та його друзями, а також має змогу почитати цікаві казки про них.
«Цікавинки» — в розділі зібрана велика кількість інформації про тварин, рослини, математику, світ, традиції та свята різних країн.
«Ігри» — найпопулярніший розділ порталу. Всі ігри поділені на чотири групи: «Пазли», «Розмальовки», «Розвивальні ігри» та «Аркадні ігри».
«Скарбничка» — це зібрання корисних порад дітям, як навчитися малювати, зробити подарунок власними руками, годівничку, ліхтарик, квіти чи сніжинки та багато іншого. В цьому ж розділі міститься корисний контент, розклад уроків, шпалери та заставки на робочий стіл.
«Кінозал» — підбірка найкращих фільмів і мультфільмів для дітей.
«Спілкування» — чат для дітей, де кожна дитина може знайти собі цікавих співрозмовників та друзів.

### Створення Пам'ятника морозиву
Навесні 2011 року оголошено конкурс на кращий ескізний проєкт. Із півтисячі конкурсних робіт до фіналу шляхом голосування та за рішенням організаторів увійшло 30 кращих робіт. Перемогу здобув Артем Микитенко, за його ескізом Пам'ятник морозиву створив житомирський скульптор-каменяр Станіслав Криницький. Відкриття скульптури відбулося 17 квітня 2013 року.

## Нагороди компанії
Компанія «Рудь» має багато нагород: дипломи, медалі, відзнаки, що є переконливим доказом високої ефективності застосування сучасної філософії бізнесу.
ПАТ «Житомирський маслозавод» має такі звання та нагороди:

### 1998 рік
- Міжнародна нагорода «За технологію та якісну продукцію».

### 1999 рік
- Міжнародна золота нагорода «За технологію та якісну продукцію».
- Міжнародна нагорода «Золотий ягуар» за випуск конкурентноспроможної продукції і бездоганну репутацію у бізнесі.

### 2000 рік
- Почесна грамота за успішне впровадження вітчизняних високоякісних сортів морозива з натуральними добавками відповідно до підсумків дегустації третього Міжнародного семінару «Сучасні технології виробництва морозива».
- Почесна грамота за успішне впровадження вітчизняних високоякісних сортів морозива.

### 2001 рік
- Почесний диплом та знак Держстандарту України за досягнення в галузі якості.
- Диплом лауреата загальнонаціонального конкурсу «Вища проба» за високу якість, вишуканий смак та відповідність світовим стандартам виготовлюваного морозива.
- Дві золоті медалі за новинки «Імперія джем» та «Імперія горіх» на щорічній Міжнародній виставці «Холод-2001».
- Почесна грамота за досягнення високих результатів серед підприємств харчової та переробної промисловості.

### 2002 рік
- Диплом за перемогу у Всеукраїнському конкурсі якості на регіональному рівні в номінації «Найкраще підприємство, що виготовляє продовольчі товари».
- Диплом фіналіста Всеукраїнського конкурсу якості в номінації «Великі підприємства, що виготовляють продовольчі товари».
- На виставці в Києві «Холод — 2002»:

золота медаль за морозиво «Ромео і Джульєтта» вершки-карамель (двошарове, сімейне);
золота медаль за морозиво «Пломбір Люкс»;
золота медаль за морозиво «Пустунчик з вишневим сиропом»;
срібна медаль за морозиво «Імперія йогурт-виноград» у молочному шоколаді;
срібна медаль за морозиво «Дарунок» з горіхами.

### 2003 рік
- Диплом за перемогу у Всеукраїнському конкурсі якості «100 найкращих товарів України» на регіональному етапі в номінації «Продовольчі товари» (масло, морозиво).
- Диплом лауреата 8-го Українського національного конкурсу з якості в номінації «Великі підприємства» на 12-му Міжнародному форумі «Дні якості в Києві — 2003».
- Диплом учасника виставки «Найкращі підприємства України» за демонстрацію і розповсюдження найкращої практики забезпечення якості та управління якістю.
- Диплом лауреата Міжнародного Академічного Рейтингу «Золота Фортуна» в номінації «Провідне підприємство аграрної галузі».
- Звання Лауреат другого Всеукраїнського конкурсу «Екологічно чисто та безпечно» та сертифікат на право маркування національним знаком «Екологічно чисто та безпечно» на 5-й Всеєвропейській конференції міністрів охорони навколишнього середовища.
- Член Української асоціації якості.
- На міжнародній спеціалізованій торгово-промисловій виставці «Холод/Морозиво та заморожені продукти 2003»:

золота медаль за морозиво «Вершкове шоколадне» у номінації «Морозиво вершкове»;
золота медаль за ескімо «Імперія класік» в номінації «Глазуроване морозиво»;
золота медаль за десерт-морозиво «Тортуфо» (серійне виробництво) у номінації «Торти, рулети, декороване морозиво і вироби з морозива — художнє оформлення»;
срібна медаль за морозиво «Ексклюзив-карамель» в номінації «Нові види морозива».

### 2004 рік
- Сертифікат ЄФУЯ (Європейського фонду управління якістю) «Визнання досконалості в Європі» на 13-му Міжнародному форумі «Дні якості в Києві — 2004».
- Дипломи «Переможець 9-го Українського національного конкурсу якості» в номінації «Великі підприємства» та «Учасника виставки „Найкращі підприємства України“» за демонстрацію і розповсюдження найкращої практики забезпечення якості та управління якістю".
- Пам'ятний знак «Лідер харчової та переробної промисловості України».
- Лауреат 3-го Всеукраїнського конкурсу вітчизняних виробників на право отримання національного знаку екологічного маркування «Екологічно чисто та безпечно» І ступеня.
- На першій міжгалузевій спеціалізованій виставці «Світ морозива та холоду — 2004»:

золота медаль за морозиво ріжок «Імперія Тортуфо»;
золота медаль за морозиво ескімо «Імперія карамель»;
золота медаль за морозиво пломбір «Люкс»;
золота медаль за торт з морозива «Заказний»;
срібна медаль за упаковку для рулет-морозива «Елладо».
- Абсолютний Фаворит Успіху, переможець Міжнародного конкурсу «Фаворити Успіху — 2004»[4].

### 2005 рік
- На другій міжнародній спеціалізованій виставці «Світ морозива та холоду — 2005»:

золота медаль за морозиво «Каштан шоколадний» в шоколадній з горіхами глазурі у номінації «Морозиво пломбір»;
золота медаль за морозиво «Чорнісіммо» у номінації «Морозиво вершкове»;
золота медаль за торт з морозива «Тортуфо» у номінації «Вироби з морозива — художнє оформлення (серійного виробництва)»;
золота медаль за морозиво двошарове вершкове ескімо «Моя корівка» в карамельній глазурі у номінації «Глазуроване морозиво»;
срібна медаль за упаковку для морозива ескімо «Помаранч» у номінації "Упаковка для морозива з гнучких матеріалів (для брикетів, стаканчиків);
срібна медаль за упаковку для морозива «Біанко» у номінації «Упаковка для сімейного морозива».

### 2006 рік
- Переможець акції «Народний Бренд — 2006» в номінаціях «Житомирський виробник» та «Роботодавець».
- На третій міжнародній спеціалізованій виставці «Світ морозива та холоду — 2006»:

золота медаль за морозиво «100 % пломбір» у номінації «Морозиво пломбір»;
золота медаль за морозиво «Кавун-кавунич» у номінації «Морозиво на основі цукрового сиропу»;
золота медаль за ескімо «Нічний Київ» у номінації «Морозиво вершкове»;
золота медаль за торт з морозива ручної роботи на замовлення «Чарівна лілея» у номінації «Вироби з морозива — художнє оформлення ручної роботи»;
золота медаль за морозиво «Пташине молоко жар-птиці» в глазурі у номінації «Глазуроване морозиво»;
срібна медаль за торт з морозива «Фламінго» серійного виробництва у номінації «Вироби з морозива — художнє оформлення серійного виробництва»;
диплом за упаковку морозива «Новий Фаворит» у номінації «Упаковка для морозива з гнучких матеріалів»;
диплом за упаковку для морозива «Тортуфо» у номінації «Упаковка для сімейного морозива».

### 2007 рік
- Переможець у номінації «Продовольчі товари» морозиво на Всеукраїнському конкурсі якості продукції (товарів, робіт, послуг) — «100 найкращих товарів України», 2006—2007 р.
- Диплом ХХІІ Міжнародного бізнес-форуму «Слов'янський базар» за виробництво високоякісної продукції.
- Переможець регіонального етапу Всеукраїнського конкурсу якості продукції (товарів, робіт, послуг) — «100 найкращих товарів України» у номінації «Продовольчі товари» за виробництво морозива.
- На четвертій міжнародній спеціалізованій виставці «Світ морозива та холоду-2007»:

відзнака «Гран-прі» за морозиво «Ванільний бісквіт» в брикеті на вафлях у шоколаді у номінації «Морозиво вершкове»;
золота медаль за морозиво «Імперія» ріжок «Тортуфо» у номінації «Морозиво багатошарове»;
золота медаль за торт серійного виробництва «Мус Асорті» у номінації «Вироби з морозива — художнє оформлення серійного виробництва»;
золота медаль за морозиво ескімо «Новий Гулівер» праліне у шоколадній глазурі у номінації «Глазуроване морозиво»;
золота медаль за упаковку для морозива ескімо «Новий Гулівер» праліне в бісквітній глазурі у номінації «Упаковка для морозива з гнучких матеріалів»;
золота медаль за морозиво «Крем-брюле» у номінації «Морозиво пломбір»;
золота медаль за упаковку для морозива «Імперія» ріжок в асортименті — «Колекція Імперія» у номінації «Упаковка для сімейного морозива».
- Диплом за участь від організаторів міжнародної спеціалізованої виставки «Світ морозива та холоду» та «Молочна і м'ясна індустрія XXI століття».
- Знак відповідності «Національні традиції» морозиву «100 % пломбір» відповідно до програми «Національна конкурентоспроможність» за використання унікальних національних рецептів і технологій під час виготовлення продукції.

### 2008 рік
- Подяка ФК «Ходак» за активну спонсорську підтримку в сезоні 2008 року.
- Переможець Всеукраїнського конкурсу якості продукції «100 найкращих товарів України».
- Переможець Всеукраїнського конкурсу-виставки «Найкращий вітчизняний товар 2008 року».
- Переможець регіонального етапу Всеукраїнського конкурсу якості продукції (товарів, робіт, послуг) «100 найкращих товарів України» у номінації «Продовольчі товари».
- На 5-й міжнародній спеціалізованій виставці «Світ морозива та холоду-2008» ТОВ «Житомирський маслозавод» нагороджено:

гран-прі за торт-морозиво з бісквітом «Пташине молоко Жар-птиці»;
золота медаль за морозиво ескімо «Імперія» джем в шоколадній масі;
золота медаль за морозиво «Імперія-ріжок» йогурт-абрикос;
золота медаль за суміш для жарки «Мексиканка»;
золота медаль за упаковку для еліт-морозива «Імперія» вишня;
золота медаль за морозиво «Пломбір № 1 без рослинних жирів»;
срібна медаль за морозиво «Супер-шоколад» з шоколадною крихтою у вафельному стаканчику;
срібна медаль за упаковку для суміші для жарки «Мексиканка»;
срібна медаль за упаковку для торта з морозива «Серденько»;
срібна медаль за упаковку для морозива ескімо «Плодово-ягідне» в шоколадній глазурі.

### 2009 рік
- Переможець регіонального етапу Всеукраїнського конкурсу якості продукції «100 найкращих товарів України».
- На 6-й міжнародній спеціалізованій виставці «Світ морозива та холоду» і «Молочна і м'ясна індустрія XXI століття»:

гран-прі за морозиво «Тортуфо»;
золота медаль за упаковку для торта з морозива «Київський тортик»;
золота медаль за морозиво «Плодово-ягідне» в кондитерській глазурі;
золота медаль за торт-морозиво «Щербет Султана»;
золота медаль за овочеву суміш «Весняна» (семикомпонентна);
золота медаль за масло солодковершкове екстра «Вологодське» 82,5 % жиру;
золота медаль за масло солодковершкове екстра «Gold» 82,5 % жиру;
золота медаль за масло солодковершкове селянське «Хуторок» 72,5 %;
срібна медаль за упаковку для морозива «Чорнісіммо»;
срібна медаль за морозиво ескімо «Каштан класичний шоколадний»;
срібна медаль за морозиво «Пломбір № 1»;
срібна медаль за упаковку для овочевої суміші «Весняна» (семикомпонентна);
срібна медаль за спред солодковершковий «Хуторок класичний»;

### 2010 рік
- Переможець всеукраїнського конкурсу якості продукції «100 найкращих товарів України».
- Переможець національної премії «Найкращий продукт року».
- Переможець регіонального етапу Всеукраїнського конкурсу якості продукції «100 найкращих товарів України».

### 2011 рік
- Срібна медаль за морозиво «Дитяче» та морозиво «Фісташка-мигдаль» на дегустаційному конкурсі WorldFood Ukraine 2011;
- Переможець регіонального етапу Всеукраїнського конкурсу якості продукції «100 найкращих товарів України».
- Диплом за участь у Всеукраїнському фестивалі морозива-2011.
- Подяка за високий рівень податкової свідомості.
- На 7-й міжнародній спеціалізованій виставці «Світ морозива та холоду» і «Молочна і м'ясна індустрія XXI століття»:

золота медаль за сир кисломолочний 9 % жиру;
золота медаль за ряжанку 2,5 % жирності;
золота медаль за масло солодковершкове екстра «Хуторок елітний» 82,5 % жиру;
золота медаль за масло солодковершкове селянське «Хуторок селянський» 73,0 % жиру;
золота медаль за упаковку для торта з морозива «Празький»;
золота медаль за упаковку для морозива «Імперія-ріжок йогурт-вишня»;
золота медаль за морозиво вершкове «Дитяче»;
золота медаль за морозиво «Тортуфо»;
золота медаль за торт-морозиво «Фламінго»;
золота медаль за морозиво лід «Фрутсік»;
золота медаль за упаковку для морозива «Тоффі»;
срібна медаль за упаковку для морозива «Імперія абрикос»;
Гран-прі за морозиво «Тоффі».